# Jiří Hledík
Jiří Hledík (19. dubna 1929, Pardubice – 25. dubna 2015, Hradec Králové) byl český fotbalista, československý reprezentant a účastník mistrovství světa roku 1954 ve Švýcarsku (nastoupil v zápase s Uruguayí). Roku 2006 získal Cenu Václava Jíry.

## Fotbalová kariéra
Za československou reprezentaci odehrál 28 zápasů a v nich dal 1 gól. V československé lize vybojoval mistrovský titul v roce 1960 jakožto hráč Spartaku Hradec Králové, jehož byl tehdy pilířem. Titul pro Hradec byl senzací, byl to první mistrovský titul, který neputoval do Prahy či Bratislavy. V Hradci hrál v letech 1958–1966, nastoupil za něj k 122 ligovým zápasům a dal v nich 10 branek. Než se dostal do Hradce, prošel kluby Slavoj Pardubice, Křídla vlasti Olomouc, ÚDA Praha a Sparta Praha. Celkem v lize odehrál 207 zápasů a dal 10 branek. V Poháru mistrů evropských zemí nastoupil ve 4 utkáních.

## Ligová bilance
| Ročník                                   | Zápasy | Góly | Klub                   |
| ---------------------------------------- | ------ | ---- | ---------------------- |
| Přebor československé republiky 1953     | -      | 0    | Křídla vlasti Olomouc  |
| Přebor československé republiky 1954     | -      | 0    | Křídla vlasti Olomouc  |
| Přebor československé republiky 1955     | -      | 0    | ÚDA Praha              |
| 1. československá fotbalová liga 1956    | 18     | 0    | Spartak Praha Sokolovo |
| 1. československá fotbalová liga 1957/58 | 20     | 0    | Spartak Praha Sokolovo |
| 2. československá fotbalová liga 1958/59 | -      | -    | Spartak Hradec Králové |
| 1. československá fotbalová liga 1959/60 | 25     | 3    | Spartak Hradec Králové |
| 1. československá fotbalová liga 1960/61 | 21     | 4    | Spartak Hradec Králové |
| 1. československá fotbalová liga 1961/62 | 22     | 1    | Spartak Hradec Králové |
| 1. československá fotbalová liga 1962/63 | 23     | 2    | Spartak Hradec Králové |
| 1. československá fotbalová liga 1963/64 | 22     | 0    | Spartak Hradec Králové |
| 2. československá fotbalová liga 1964/65 | -      | -    | Spartak Hradec Králové |
| 1. československá fotbalová liga 1966/67 | 9      | 0    | Spartak Hradec Králové |
| CELKEM 1. liga                           | 207    | 10   |                        |